# Arif Kocaman
Arif Kocaman, né le 14 septembre 2003 à Kütahya en Turquie, est un footballeur turc qui évolue au poste de défenseur central au Kayserispor.

## Biographie

### En club
Né à Kütahya en Turquie, Arif Kocaman est notamment formé par le Sakaryaspor. Il joue son premier match en professionnel avec ce club, le 2 mai 2021, lors d'une rencontre de troisième division turque, face au Etimesgut Belediyespor (en). Il entre en jeu et son équipe s'impose par quatre buts à deux.
En janvier 2022, lors du mercato hivernal, Arif Kocaman rejoint Kayserispor. Il signe un contrat de quatre ans et demi, soit jusqu'en juin 2026.
Il découvre alors la Süper Lig, la première division turque, jouant son premier match sous ses nouvelles couleurs dans cette compétition, face au Yeni Malatyaspor le 14 mai 2022. Il entre en jeu à la place de Ramazan Civelek (en) et son équipe s'impose par trois buts à zéro.

### En sélection
En septembre 2022, Arif Kocaman est convoqué pour la première fois avec l'équipe de Turquie espoirs. Il joue son premier match avec les espoirs lors de ce rassemblement, le 27 septembre 2022 face à la Géorgie. Il entre en jeu et son équipe s'impose par un but à zéro.